# La compagnia
La compagnia (italienisch für „Die Gesellschaft/Gemeinschaft“) ist ein Lied des Autorenduos Mogol und Carlo Donida, das erstmals 1969 von Marisa Sannia aufgenommen und veröffentlicht wurde. Es wurde mehrfach gecovert, die erfolgreichste Version gelang Vasco Rossi im Jahr 2007.

## Hintergrund und Veröffentlichung
Die sardische Sängerin Marisa Sannia hatte beim Sanremo-Festival 1968 zusammen mit Ornella Vanoni mit Casa bianca den zweiten Platz belegt, womit sie erstmals große Bekanntheit erreichte. Nach der Veröffentlichung ihres Debütalbums und dem Ende ihres vierjährigen Plattenvertrags mit Fonit-Cetra wechselte sie 1969 zu CGD.
Als erste Veröffentlichung unter dem neuen Label nahm Sannia La compagnia auf, geschrieben vom erfahrenen Songwriter-Team aus Carlo Donida und Mogol. Die B-Seite der im April 1969 veröffentlichten Single bildete Guarda von Daniele Pace und Mario Panzeri. 1970 fand das Lied Eingang in Sannias erstes CGD-Album Marisa Sannia canta Sergio Endrigo… e le sue canzoni, 1971 hingegen erschien die Single auch in Frankreich, dort unter dem Titel Tu reviendras (mit der B-Seite: Mais moi) und mit französischen Texten von Boris Bergman.

## Musik
Das Lied besteht aus drei Strophen und einem Refrain. Die ersten beiden Strophen folgen direkt aufeinander und leiten über zum ersten Refrain; nach der dritten Strophe schließt das Lied mit dem zweimal wiederholten Refrain. Es steht durchgehend in der Tonart G-Dur. Die Strophe bleibt zunächst auf der Tonika liegen, erweitert diese dann zum Septakkord und schreitet weiter über die Subdominante (C) und einen tonartfremden F-Dur-Septakkord, bis sie wieder auf der Tonika endet, beschlossen durch einen angehängten Ganzschluss (über D). Darauf folgt direkt der Refrain, für dessen Melodie das zweimalige absteigende Melisma auf der letzten Silbe von felicità bzw. auf dem Wort va prägend ist, das mit seinen drei diatonisch absteigenden Tönen von der Tonika über einen H-Dur-Septakkord auf die sechste Stufe (Em) bzw. im zweiten Durchgang auf die Subdominante leitet. Der Refrain schließt, übergeleitet durch einen Septakkord auf der zweiten Stufe (Am7), erneut mit einem Ganzschluss.
(Transkript des Anfangs des Refrains; Marisa Sannia – La compagnia, CGD N 9714)
Das Arrangement von Franco Monaldi basiert hauptsächlich auf Gitarrenbegleitung und Streicherakkorden. Die Gitarre beschränkt sich in der ersten Strophe auf Arpeggio, in der zweiten werden auch Akkorde geschlagen, parallel zum Einsetzen des Schlagzeugs. In der dritten Strophe kommt zu Beginn ein treibender Rhythmus in den Streichern dazu. Der ansonsten eher reduzierte Gesang wird immer zum Einsetzen der Melismen im Refrain durch stark hervortretenden Begleitgesang ergänzt.

## Text
La compagnia handelt vom Tag nach einer Trennung. In der ersten Strophe beschreibt die Sängerin, wie sie nach dem Aufstehen lange ziellos durch die Straßen streift (ho camminato a lungo senza meta), bis sie vom Gesang in einer Bar angelockt wird. In der zweiten Strophe dankt sie der anonymen „Gesellschaft“ (sconosciuta compagnia), die sie in der Bar bekommt, und stellt fest, dass es ihr wieder wärmer ums Herz wird. Das Glücksgefühl steigert sich im Refrain:

„Felicità, t’ho perso ieri ed oggi ti ritrovo già.“

„Glück, gestern habe ich dich verloren, doch schon heute finde ich dich wieder.“

In der dritten Strophe stellt die Protagonistin fest, dass ihr Herz wieder „singt“ (canta di nuovo il mio cuor) und sie die geliebte Person womöglich bereits vergessen hat. Auffällig ist auch hier wieder die Bedeutung der Gemeinschaft: Im Plural erzählt die Sängerin, sie hätten (gemeinsam) getrunken und getanzt (abbiam bevuto e poi ballato).

## Erfolg und Coverversionen
Das Lied konnte bereits in seiner Originalversion als Erfolg gelten, der Charteinstieg gelang Marisa Sannia 1969 damit jedoch nicht.
Erstmals gecovert wurde La compagnia 1976 von Lucio Battisti; auf dieser Version basieren auch alle späteren Cover. 1982 folgte die sardische Gesangsgruppe Coro degli Angeli, die das Lied auf ihr Coveralbum Canzoni di Mogol-Battisti aufnahm (obgleich eigentlich von Mogol-Donida), das in Zusammenarbeit mit Mogol selbst und Gianni Morandi entstanden war. Mina nahm das Lied 1988 für ihr Doppelalbum Ridi pagliaccio auf. 1994, wieder für ein Battisti-Tributalbum (Innocenti invasioni 2 von verschiedenen Interpreten), coverte die aus dem Coro degli Angeli hervorgegangene sardische Band Tazenda das Lied erneut. Im Jahr 2007 wurde es schließlich durch die Rock-Version von Vasco Rossi wieder einem breiten Publikum bekannt.

### Version von Lucio Battisti

La compagnia als B-Seite der Frankreich-Ausgabe von Ancora tu (1976)

Lucio Battisti nahm das Lied 1976 in sein Album Lucio Battisti, la batteria, il contrabbasso eccetera auf. Seine Version ist musikalisch sehr reduziert und wirkt gewissermaßen unfertig; allerdings hatte Battisti untypischerweise sogar mehrere Aufnahmen machen lassen, auf der Suche nach der gewünschten „emotionalen Welle“. Stilistisch bedeutete der Rückgriff auf die Komposition von Donida eine Ausnahmeerscheinung in Battistis sonstigem musikalischen Schaffen Ende der 70er-Jahre. Es sollte das letzte Mal sein, dass der Musiker ein nicht selbst geschriebenes Lied in ein eigenes Album aufnahm. Neben dem veränderten Arrangement und der für Battisti typischen Gesangsweise mit starkem Falsett-Einsatz änderten sich in dieser Version auch Tempo (stark verlangsamt) und Metrum (von einem geraden auf einen 6/8-Takt), außerdem wird die jeweils letzte Zeile der Strophen wiederholt und vor dem letzten Refrain ist ein Saxophon-Solo eingebaut, womit das Lied gut doppelt so lang (5:47) ist wie das Original.
Das Album Lucio Battisti, la batteria, il contrabbasso eccetera erreichte die Spitze der M&D-Charts und war dort das dritterfolgreichste Album des Jahres 1976. Einzige Singleauskopplung war Ancora tu (mit der B-Seite Dove arriva quel cespuglio), die ebenfalls die Spitze der Singlecharts erreichte und Hit des Jahres wurde; für die Veröffentlichung in Frankreich hingegen wurde La compagnia als B-Seite von Ancora tu ausgesucht. Eine weitere Singleveröffentlichung erfuhr das Lied, immer noch 1976, als A-Seite einer Jukebox-Platte, mit Sposo mio der Band Blu als B-Seite. Außerdem wurde ein Musikvideo gedreht, in dem der Sänger bei einer Fahrradtour zu sehen ist; das Video wurde jedoch nie veröffentlicht.

### Version von Vasco Rossi
Der Rockmusiker Vasco Rossi kündigte sein Cover des Liedes im April 2007 an, wobei er auf die große Bedeutung hinwies, die die Version von Battisti auf ihn gehabt hatte. Er habe das Lied immer „bewegend“ gefunden und nun versucht, in seiner Version die Melancholie zu vermitteln, die er dabei verspüre. Außerdem fand er es an der Zeit, einen Text bekannt zu machen, in dem mit der Zeile „Lieder, Rauch und Fröhlichkeit“ (canzoni e fumo ed allegria) drei in der „Gesellschaft des Scheins“ so verpönte Mittel gegen Liebeskummer besungen werden. Rossis Version geht musikalisch ganz von der Battisti-Version aus, allerdings in veränderter Tonart und naturgemäß mit starken Rock-Elementen. Die Aufnahmen fanden zwischen Bologna und Los Angeles statt, mit der Beteiligung von u. a. Vinnie Colaiuta (Schlagzeug), Lee Sklar (Bass), Mike Landau und Stef Burns (Gitarren).
Das Lied erschien erstmals auf der EP Vasco Extended Play am 11. Mai 2007, die praktisch aus nur zwei Titeln bestand: Basta poco, vorab Anfang des Jahres als Download veröffentlicht, und La compagnia. Beide Lieder erreichten die Spitze der damals noch getrennt erhobenen Downloadcharts, La compagnia stand mit Unterbrechungen fünf Wochen auf Platz eins. Gleichzeitig erreichte die EP die Spitze der Singlecharts und konnte sich dort 21 Wochen lang halten.

## Belege
1. ↑  Biografia di Marisa Sannia. In: Rockol.it. Abgerufen am 2. Juli 2019 (italienisch).
2. ↑  Giangilberto Monti: Marisa Sannia, cantante sarda. Pardon, cantautrice. In: La Brigata Lolli. Archiviert vom Original (nicht mehr online verfügbar) am 23. September 2015; abgerufen am 2. Juli 2019 (italienisch).  Info: Der Archivlink wurde automatisch eingesetzt und noch nicht geprüft. Bitte prüfe Original- und Archivlink gemäß Anleitung und entferne dann diesen Hinweis.
3. ↑  Marisa Sannia – La compagnia bei Discogs
4. ↑  Marisa Sannia – Marisa Sannia canta Sergio Endrigo e le sue canzoni bei Discogs
5. ↑  Marisa Sannia – Tu reviendras (La compagnia) / Mais moi (Guarda) bei Discogs
6. 1 2  Andrea Pedrinelli: La compagnia. In: Vasco Rossi. La storia dietro le canzoni. Giunti, Florenz 2017, ISBN 978-88-09-86317-0 (E-Book).
7. ↑  Il Coro degli Angeli – Canzoni di Mogol-Battisti bei Discogs
8. ↑  Mina – Ridi pagliaccio bei Discogs
9. ↑  Various – Innocenti evasioni 2 bei Discogs
10. ↑  Gianfranco Salvatore: L’arcobaleno: storia vera di Lucio Battisti vissuta da Mogol e dagli altri che c’erano. Giunti, Florenz 2000, ISBN 88-09-01805-2, S. 211.
11. ↑  Donato Zoppo: Il nostro caro Lucio: Storia, canzoni e segreti di un gigante della musica italiana. Hoepli, Mailand 2018, ISBN 978-88-203-8652-8 (E-Book).
12. ↑  Guido Racca: M&D Borsa Album 1964-2019. Selbstverlag, 2019, ISBN 978-1-09-470500-2, S. 113.
13. ↑  Guido Racca: M&D Top 100 Year-End: Singoli & Album 1960-2018. Selbstverlag, 2019, ISBN 978-1-980329-12-1, S. 176.
14. ↑  Lucio Battisti – Ancora tu bei Discogs
15. ↑  Guido Racca: M&D Borsa Singoli 1960-2019. Selbstverlag, 2019, ISBN 978-1-09-326490-6, S. 126.
16. ↑  Guido Racca: M&D Top 100 Year-End: Singoli & Album 1960-2018. Selbstverlag, 2019, ISBN 978-1-980329-12-1, S. 55.
17. ↑  Lucio Battisti – Ancora tu / La compagnia bei Discogs
18. ↑  Lucio Battisti / Blu – La compagnia / Sposo mio bei Discogs
19. ↑  Laura Berlinghieri: Lucio Battisti. 18 canzoni per ripercorrere la storia del genio della musica italiana. In: Spettakolo.it. 5. März 2018, abgerufen am 2. Juli 2019 (italienisch).
20. ↑  2. Strophe; im zitierten Interview gibt Rossi fälschlich canzoni, vino e allegria („Lieder, Wein und Fröhlichkeit“) an
21. 1 2  Vasco Extended Play. In: VascoRossi.net. Abgerufen am 2. Juli 2019 (italienisch).
22. ↑  Guido Racca & Chartitalia: Top 100 FIMI Singoli. Lulu, 2013, S. 166.
23. ↑  Guido Racca & Chartitalia: Top 100 FIMI Singoli. Lulu, 2013, S. 35–36.